# あまつき
『あまつき』は、高山しのぶによる日本のファンタジー漫画。作者曰く「近未来もの」。『コミックZERO-SUM』（一迅社）連載（完結）。単行本は全24巻。4・5・8・10・20〜24巻は限定版と通常版とで表紙が異なる。2006年よりドラマCDが誌上にてシリーズ化され、テレビアニメ化後は一般流通販売もされている。2008年4月から同年6月までテレビアニメが放送された。

## あらすじ
あまつきでの出来事
日本史のテストで赤点を取った六合鴇時は春休みに補習として大江戸幕末巡回展に行くことになる。ハイテクの詰まった場内を回るも束の間、奥にあった橋を通ろうとすると突如謎の妖（あやかし）、『鵺』に襲われる。間一髪の所をとある少女、朽葉に助けられるが、気が付くとそこは大江戸幕末巡回展ではなく、元いた自分の世界とは全く異なる場所、雨夜之月“あまつき”であった。
鴇時は、同じく補習として大江戸幕末巡回展に訪れた紺と共に、元の世界に戻る方法を探すことになる。住職である沙門のもとで過ごしていた鴇時は、朽葉が侍に迫害を受けている現場を目撃する。それに怒った鴇時は、紺と、紺の知り合いである平八と結託し、科学の知識を利用し、怪異をでっちあげ、侍への報復に成功する。
鴇時たちが起こした偽の怪異は、幕府の役人である佐々木只次郎の耳にまで届くことになった。只次郎の願いにより、鴇時、紺、朽葉の何人は、サカガミ神社へ赴くことになる。道中、鴇時は一人、梵天と名乗る青年と対面する。梵天は、この世界のことを『あまつき』と呼んでおり『姫に付き、あまつきの破壊者になるか』『俺に付き、あまつきの主人となるか』の二択を提示し、姿を消す。
サカガミ神社にて、姫と呼ばれる銀朱と出会った鴇時は、外の世界から来たゆえに、神が定めた運命を唯一書き換えられる存在であると教えられ、その力によって不遇な運命の人々を救って欲しいと頼まれる。鴇時は、自分の力を信用せず、銀朱の頼みを保留にする。
銀朱の妹である真朱から、銀朱にかけられた呪いのことを知った鴇時は、まずは銀朱の呪いを解くことを決める。呼び寄せた梵天から呪いについて訊くと、梵天は「日本橋で狐が泣いている」と言い、その場を去る。
梵天の仲間である露草は、狐の妖である今様の助けに応じ、日本橋へ向かう。今様は正体不明の妖、夜行から力を与えられ、夜行の実験台として扱われていた。
梵天から情報を得た翌日、鴇時は朽葉と真朱、サカガミ神社の巫女、鶴梅と共に日本橋に向かう。
小伝馬町の脱獄。内藤新宿での殺人。煙管問屋「中村屋」の原因不明の火災。重なる事件を理由に、梵天ら「天座」や、平八、沙門などの人間が巻き込まれていき、一つに繋がっていく。復讐心に燃える今様は、妖を引き連れ中村屋を襲撃するが失敗。その身を夜行に回収されそうになるが、鴇時が白紙の力を用い、夜行から今様を救う。
中村屋襲撃事件の翌日、真朱の安全を確信した銀朱は、自暴自棄になりながらも、帝天と対話を試みる。帝天に反逆を企てたが、失敗に終わり殺されてしまう。帝天は「あまつき」の再設定を施す。銀朱は死の淵で梵天との思い出を偲ぶ。
一方、そのころ、中村屋に留まっていた鴇時らは、陰陽寮の一員である藍鼠と萱草と出会う。萱草は白児であり、朽葉と因縁があった。朽葉は、犬神憑きの自分の存在に悩まされていたために、陰陽寮の迎えに応じてしまう。陰陽寮と梵天がいがみ合う中、天が歪む。ただ事ではないことが起きたために、陰陽寮は朽葉を連れて退却。鴇時は、梵天、露草と共にサカガミ神社へ向かう。
サカガミ神社に付いた鴇時は、神社に残っていた紺を呼ぶが、紺は鴇時に関する記憶を失っていた。その間、梵天は深い眠りにつく。全ての人々の想いを「無かったこと」にされたことに、鴇時は帝天に対し激しい憤りを感じ、帝天と敵対することを決める。手始めに再設定された銀朱と交渉を試みるが、陰陽寮に捕らえられ、牢に入れられる。牢に食事を届けに来た紺は、自分の部屋から見つけた、身に覚えのない眼帯を鴇時に渡す。これは、日本橋に向かう前に鴇が預けたものであり、再設定後、鴇時が紺に所持していないか尋ねた物だった。
眼帯から光る蝶が羽ばたき、鴇時の目に触れると、鴇時の目前に、見知らぬ光景が浮かぶ。これは再設定前の、銀朱の記憶であると察した鴇時は、その蝶から、梵天の育ての親である白緑の死と、銀朱の呪いの原因を知ることとなる。
神社では、陰陽寮の実力者と銀朱、徳川家茂が集まり、鴇時を利用し、帝天に対抗する策を練る。その中、「天座」である空五倍子、露草が鴇時の救出を試みる。空五倍子と黒鳶、露草と紅鳶が戦闘を繰り広げる中、鴇時は陰陽寮の参謀、緋褪と出会い、彼女の語る陰陽寮の過去話を聞く。
陰陽寮と天座の協力を持ちかける鴇時であったが、敵対関係にある両者を結ぶことは難しく失敗に終わる。その中、夜行が現れ、白緑の死体を操り、神社を襲撃する。陰陽寮と天座が、一時的な共闘体制に入り、夜行と戦う。戦闘の最中、鴇時は紺と朽葉と再会を果たす。
銀朱に化けていた鵺が、家茂や只次郎を襲い、真朱を連れ去ろうとする。緋褪が妖術で鵺を封じ込めるも、器としていた銀朱の体が残る。
その瀕死状態の銀朱の姿を見てしまった真朱はショックにより、全てを飲み込む闇を生み出してしまう。それにより、夜行が実験材料を収容していた空間に穴が開き、真朱、銀朱の体、朽葉は、その中に取り込まれてしまう。
鴇時の働きによって、陰陽寮と天座は、停戦状態となる。一方、眠りから覚めた梵天は、「梵天」としての能力を剥奪され、ただの妖となっていた。
陰陽寮の動向を気にしていた、徳川慶喜と辰五郎は、鴇時に会いに行く。鴇時と陰陽寮に対し、サカガミ神社の崩壊により、幕府と朝廷の関係が瓦解したこと、倒幕運動が盛んになってる旨を伝える。
鴇時が「白紙の力」を鍛える中、江戸城天守閣が闇に包まれ、家茂が連れ去られる。鴇時たちは、将軍奪還のため、城に乗り込む。
夜行の配下となった妖と戦闘を繰り広げる中、鴇時たちは、現実の世界「彼岸」との繋がりを垣間見ることになる。あまつきの世界の人間の一部が、彼岸の世界の人間でもあることが判明する。鴇時と面識もある半も、その一人だった。その後、彼らは彼岸とあまつきの両方の知識と記憶を持って行動することになる。
朽葉を救い出すことに成功した鴇時たちは、「彼岸」である新橋病院にたどり着く。そこで待ち構えていた夜行と対峙するが、夜行が召喚した妖怪ぬらりひょんによって、別の場所に移され、分断されることになる。飛ばされた先で、梵天は「あまつき」の正体を隠しきれないと判断し、その真実を鴇時に伝え、鴇時に全てを託す。あまつきの成り立ちを話したことにより、帝天が梵天を消し去る。
鴇時は、記憶を失っていた紺と、今、自分と一緒にいる紺が別人であること。ぬらりひょんによって分断された際に、入れ替わっていることを見抜く。詰問する鴇時に負け、紺はそれを認める。紺は自分の正体と、あまつきに入り込んだ理由を話す。
一方、狒々との戦闘を終えた朽葉は、萱草と共に陰陽寮たちと合流する。露草は鴇時の加勢をするために朽葉たちと別行動をする。その先で、夜行と出くわし、戦闘になる。戦闘中、突如現れた蛇の少女によって、夜行はどこかへ飛ばされる。少女は、露草と友人だった真朱は、もう一人の自分であることを伝える。
紺と行動を共にしていた半は、紺が普通の高校生ではないことを勘ぐる。紺は、自分が半たちに、産業スパイの依頼をしていた張本人であること、あまつき創始者の一人であることを明かす。さらに、自分がここにいる理由を語りだす。
彼岸での出来事
依頼により、ここ数年で急成長した大企業『千歳コーポレーション』を対象にスパイ活動をする白藍。調査していくうちに『新橋病院』に、多額の出資がなされていることを知る。病院の調査後、白藍の部下の半は、入手した入院者リストの中から、かつての知り合いであり、すでに死亡している桑田蘇枋の名前を発見する。半は、高校入学したばかりの六合鴇時と接触を図る。鴇時は半との会話で、8年前に出会った蘇枋との思い出に浸る。鴇時は「ちとせ」と名乗っていた女性に訊くほうがよいと伝える。
半と青鈍は、千歳コーポレーションが提携する大江戸幕末巡回にバイトとして潜入操作を行う。半はバイト帰りに因縁のある犯罪者、漆原朱緑と鉢合わせ、消息を絶つ。白藍も事務所に向かう途中、爆発に巻き込まれて消息を立つ。
大江戸幕末巡回展がオープンし、鴇時が訪れる。

## 登場人物
※担当声優はドラマCD/TVアニメの順。特に明記のないものは同様。尚、「-」はドラマCDには登場しなかったことを表す。登場人物の名前は色に関係している。

### 主要人物
六合 鴇時（りくごう ときどき）
声：福山潤
本作の主人公。高校1年生。通称「鴇」。日本史の赤点補習のために訪れた大江戸幕末巡回展で異世界雨夜之月“あまつき”に飛ばされる。鵺に襲われた時の傷が元で左目の視力を失い（隻眼または独眼）、現在はオッドアイである。
片眼が見えないにも関わらずふらつきやぶつかり、転んだりはなく、死角である左側から何かされても避けられる。その理由は、「頭かもっと上のほうから物を見ていたから」という答えに本人は至った。
帝天が描いたこの世の設計図、天網を書き換えられる。梵天ら妖からは白沢、白紙の者と呼ばれている。白紙の者としての能力は未知数であり、何もない場所から物質を出現させたり、実体の無い妖に実体を与えることもできる。緋褪による特訓を経てからは自分の意思である程度、白紙の力をコントロールできるようになってきている。
のんびり屋で優柔不断な少年。八方美人。どんな環境にもすぐに馴染むのが得意。幼少時から既に両親と離れて、寮暮らしをしていた。特技は主に女性の口説き落とし。適応力がある。
幼少時の経験から、何事にも真剣になれずにいたが、あまつきの中での出来事を通じ、人生観を真剣に見つめなおしていく。それゆえ、情けなさや迷いを見せるが、そのことが人間側からも妖側からも評価されている節がある。
白紙の者である自分の行いが原因で、周囲を巻き込んだことに大きなショックを受けるが、そこで腹を据えて立ち上がって自ら事態に踏み込み、他者との関わりを積極的に結ぶようになった。
帝天による再設定後、帝天と対立することを決意する。そのためにサカガミ神社に赴き、新しい銀朱に共闘を持ちかける。紆余曲折あり、一時的に天座と陰陽寮の間に協力関係を結び、帝天と夜行に対抗する。
あとがきやドラマCDでは自分が主役であることを強調し、サブキャラクターに脅かされる出番の数を挽回しようと必死になっている。
原作とアニメ版では身長が異なる。
篠ノ女 紺（しののめ こん）
声：遊佐浩二
鴇と同じく日本史の補習で（ただし鴇時とは違い出席日数不足のため）大江戸幕末巡回展に来ていた所、あまつきに飛ばされた。彼があまつきに飛ばされたのは鴇時が来た時間軸より2年も前であった。
髪は彼岸（鴇時達のいた世界。ヴァーチャルが発展した現代の近未来である）にいた時は明るい茶色に染めていたが、現在は黒髪。彼もまた鵺に襲われており、右腕の肘から先の感覚が無い。
頭脳明晰だが喧嘩っ早く、停学処分を受けたこともある。あまつきを「歴史ゲーム」と例えた。
彼岸では大江戸幕末巡回展で鴇と二言三言しか会話せず、あまつきでの再会が初対面のような形になった。アニメ版では偶々会った鴇時が強引に見学に同伴させたため、鴇時のことを「思い出す」形である。
初代白紙の者。緋褪の推測によれば、天網を書き換える鴇時に対し、彼は天網を読むことができたと思われる。その力を利用してか、天網に記されたままに行動して網に囚われたように見せかけていた可能性があり、鴇と同じ白紙の者でありながらなぜ今日までの動乱に巻き込まれていないのかという指摘もされた。
鴇時と朽葉と一緒にサカガミ神社に訪れた翌日、鴇たちが町に下りた際は、一人だけ神社に残った。騒動が終わって鴇が神社に帰った時には現代の記憶を失っていた。坂守神社で住み込みの賄い方をしていると周囲には認知されていた。
坂守神社の敷地がなくなってからは江戸の町に戻り、長屋暮らしをしているが、長屋は鴇の静養のために提供している。
白藍の依頼人であり、千歳コーポレーションを探らせていた。
コミックス12巻限定盤小冊子によると家族構成は父・母・妹。田舎暮らしで彼だけが都会へ進学した。千歳コーポレーションを狙う理由は退屈しのぎに近い。しかし、本編の過去話によると、千歳コーポレーションを狙う理由は、深刻で物語の根幹に関わることだと判明する。これは、作者が物語を大きく膨らませるために、途中で設定を変更したものだと思われる（喫茶店のマスターが登場していたり『好奇心は猫を殺す』というフレーズが引用されていたりと、初期の設定は、全くなかったことにされているわけではない）。
料理が得意で関心もある。ドラマCDでは鴇、朽葉に比べて無駄遣いが多く無一文らしい。蒐集癖がある。
ギフテッドと呼ばれる、国から保護された天才児の一人であり、小学生の頃より大学の講義を受けている。公表したレポートが、漆原の目に留まり、彼の協力者となっていく。
朽葉（くちは）
声：朴璐美
本作のヒロイン。犬神憑きの女剣士。鴇があまつきに来た時に鵺から助けた。
古風な固い言葉遣いで話すが、口下手である。男勝りで強気な反面、少女らしい感情も時折見られる。育て親の沙門を尊敬し慕っている。食べ物には目がなく大食らい。妖怪を敵視している。
普段は長い黒髪をポニーテールにして、マフラーのように首に巻きつけている。胸に犬の噛み跡があり、包帯で隠している。
当初は楽観的な考え方をしていた鴇に厳しく接していたが、徐々に心を開き始め惹かれていく。紺とはよく喧嘩をするが、鴇時をからかう時には意気投合することもあり、ドラマCDなどでは高い結束力を見せる。
犬神憑きの家系で周囲から疎まれてきた。「朽葉」とは「花も実もつけずに朽ちていくように」という、他界した祖父が付けた忌み名。父は彼女が2歳の時に亡くなり、母は産後に死亡。
夜行の襲撃に際して鴇と紺を助けて三者は再会。鴇と紺に関する記憶は書き換えられたものだったが、夜行による坂守神社襲撃の際に鴇に関する正しい記憶を取り戻す。鴇を守るために自ら髪ごと妖を斬り、夜行の穴に落ちて行った。
夜行による江戸城襲撃後、上野の寛永寺で、鴇の「白紙の者」の力で救出される。その後、行動を共にする。
新橋病院の風呂場にて、大三妖の一角、狒々と対峙する。自分を庇って倒れた萱草を目の当たりにして、犬神の力が暴走する。激戦の末、犬神の力をコントロールした朽葉は狒々を倒す。犬神は、己の妖力を萱草に与え、長年続いた怨嗟の連鎖に終止符を打つ。

### 天座
天座（あまざ）とは、特に強い力を持つ妖達の尊称。主に梵天、露草、空五倍子のことを指す。
梵天 / 鶸（ぼんてん / ひわ）
声：諏訪部順一
鴇の前に現れる天狗で、妖達が集まる天座の頭。長い金髪。妖怪だけでなくゴロツキの集団にも顔が利き、煤竹からは「お頭」と呼ばれる。四天のうちの一人で、天網を読むことが出来る。また、翼を作り出すことで帝天の目の届かない結界「狭間の場所」を作り出せる。
基本的にワンマンで傍若無人（空五倍子は「水臭い」と言っている）。同じ天座に対しても表面上は素っ気無いが、気遣いは見せ、彼らを切り捨てることはない。
当時の天座の主であり、親代わりでもあった白緑に「鶸」と名付けられ、そう呼ばれていたが、本人は気に入らずに反発していた。
まだ鶸だった頃、銀朱の暗殺を試みたのが縁で銀朱と誼を結び、妖の目が緩む冬にはたびたび会い、一線を引きつつもゲームをしながら互いの情報を交換していた。しかし、名に関する話題がきっかけで、銀朱と会う回数が減り、最終的には銀朱はじめとする坂守神社と敵対してしまう。
銀朱と白緑が相打ちになった後、鶸は帝天に与えられた力を使い梵天となり、銀朱の体から天網を引き抜き白緑の体に移し、彼を助けた。
鴇を利用して今の帝天を倒すことを企んでいる。一度鴇に新しい帝天になるよう誘いをかけるが、鴇には断られた。
自分達のいる世界を、あり得ないことが起こる＝雨夜之月＝「あまつき」と呼び始めた本人。とある理由により、彼岸の知識がある。
鴇と出会って以後の騒動で帝天から「梵天」としての特権を取り上げられ、ただの妖に戻る。そのことをきっかけに鴇と協力体制となった。
あまつきの成り立ちや、帝天の正体すらも知っているが、本人も理の上にいるために他言はできない。本人曰く、「知るものであっても、統べるものではない」。
露草（つゆくさ）
声：森久保祥太郎
天座の一員で樹妖。薄い緑色の髪。前・天座である白緑の主だった、樹妖の枝の挿し木によって生まれた。
本体（樹）は、白緑達の戦いにより枯れてしまい、梵天が書いた呪符によって人型を保っていた。人間の姿は仮の姿である（単行本3巻で仮の姿を維持する力が尽きて、樹妖という証とも言うべき姿が描かれている）。樹妖に戻った時の姿は全体的に雄鹿を連想させるが、鹿で言う前脚二本が脚ではなく翼になっている。
基本的に人間を嫌っているが、心を許した相手には弱く、鴇や平八の名前を出されると動揺することがある。
今様の一件から鴇に恩を感じ、鴇を邪険にはせず、不器用ながらも気遣ったり心配したり、鴇の身の危険に焦ったりするようになる。坂守神社襲撃の一件からは、大怪我をして静養中の鴇に四六時中はりついていた。
坂守神社に囚われた鴇を助けにきたときに夜行の襲撃に会い、陰陽寮と共闘したことでなし崩しに協力体制となる。特に兄がいる者同士ゆえか紅鳶と近しい。
夜行の手下の妖怪によって、帝天から消されていた記憶を思い出し、白緑の死を自分の責任と感じる。受けた傷によって、挿し木ができないことを知り、命を諦めていたが、鴇が白紙の力によって、具現化した“くらげ”に心を移し替えた。
空五倍子（うつぶし）
声：小杉十郎太
梵天と共にいる妖鳥。大柄の体躯に赤い仮面をつけている。梵天の駕籠代わり。梵天の世話係。手が器用。神智を持つ神獣白沢から鴇時のことを「白沢」と呼ぶ。
梵天が、妖の滓のようなものを集めて妖鳥の体に入れることで空五倍子命を留めた。梵天のことを、腐っても親のようなものと思っている。
夜行の手下の妖、雲外鏡の鏡の破片から、鴇をかばい仮面が割れる。その際に、空五倍子は人間の姿と、黒い妖鳥の姿に分かれる。
煤竹（すすたけ）
声： ‐ / 石野竜三
天座の一員で、妖怪ではなく人間。ごろつき集団の頭。左腕に罪人の証である刺青を自分で入れている。梵天を「頭」と呼んでいる。妖怪を味方につけたほうが箔がつくと最初は思っていたが、今では本気で梵天に懐いている。
鴇のことを「弟」と呼ぶことがある。鉄砲の腕前は確か。瘴気に呑まれた江戸城への突入の際も梵天に同行し、露払いをになった。
今様の事件に関連して投獄されていた藍鼠と誼を得て、以来たまにケンカしたりする仲である。
白緑（びゃくろく）
声： - / 成田剣
前天座の主。大蛇の妖。鶸（梵天）の名付け親で、鶸と露草の育ての親。自分が死んだ後、鶸に天座の主の名である『白緑』の名を譲るつもりだった（結果的に鶸は『白緑』とは名乗っていない）。
蛇の化身で、露草の大元の大樹を主としている。天網が見えていたが、当然のようにそこにあったため気付かなかった。
銀朱に妖の正体について知識を与え、「人と妖はどう違うのか」という答えを導き出させようとした。自身も昔、主である樹妖（露草の本体で、千年を生きた樹精）に、「なぜ、妖は知恵を持つほど人に近くなっていくのか」と問うた。
銀朱との戦いで相打ちになった後、自身の「体」に彼の「心」が移し替えられることになった。死んだ彼の「体」が銀朱の「心」を拒んでいるため、現在の銀朱の呪いが成立した。
銀朱が帝天に逆らって「体」を捨てており、夜行がその「体」を拾い、操り人形として利用している。
巻末4コマによれば「子育て若葉マーク」で、鶸や露草に食べさせるものに苦心して主である樹妖に泣きつく姿があった。

### 坂守（サカガミ）神社
銀朱（ぎんしゅ）
声：鈴村健一
坂守神社二十八代目の姫巫女（銀朱）。銀朱になる前の名前は菖蒲。四天のうちの一人で、帝天から「暁天」の命運を与えられる。
白緑から毎日死んで生き返る呪いを受けており、精神的苦痛に耐えるために体から心を切り離して、人形に移して生活していた。人形の姿の時は、誰かに触れていないと動くことはおろかしゃべることさえも出来ない。
呪いを受けてから性別がどちらでもなくなったが、元は男。
姫巫女として坂守神社を取り仕切っているが、それは本当の姫巫女「真朱」の存在を隠すため。真朱の語る未来を彼女の代わりに人々に伝え、人間を導き闇から守っている。「銀朱」とは彼女の身代わりとなる者に代々与えられる名。
女性のような容貌と穏やかな物腰のため、神社の巫女達に人気がある。おっとりとした性格で、鶴梅にはよく威厳が無いとあきれられ、鶸からは「頭ゆるゆる、からっぽ」「鈍い」と言われていた。
呪いを受ける前は作務衣姿で台所に立ち、真朱と鶴梅達にお菓子を振る舞っていた。お菓子作りが得意で、ドラマCDでは紺との料理対決が繰り広げられる。巻末4コマでは、呪いを受けてからもからくり人形に入って鶴梅を驚かしている。
姫巫女という地位のせいで対等に話し合える相手がいなかったが、妖怪である鶸という友に、自分が欲しかったものを見出し、以来その縁を壊さぬように距離を保っていた。しかし、白緑との邂逅によって得た知識で妖怪の正体を知ってしまい、意図的に鶸や、真朱をも避けるようになる。白緑との戦いで彼と相打ちをしたが、鶸によって自身の「心」を白緑の「体」に移し替えられ、命を留めた。また、白緑の体を得たことで天網が見えるようになり、この世の理を知った。
天網や白緑の肉体の記憶に苛まれ、自殺同然に帝天を召喚し天網の破壊を試みるが、存在を造り替えられてしまい、さらに鴇や以前の銀朱に関わる物事も書き換えられてしまう。夢の中で鴇との再会を果たし、真朱と梵天の行く末を託した。
帝天に逆らい天網を書き換えられた後に自分はこの世にはいないと考え、書を残していた。その書と日記が陰陽寮に現状を教える鍵となった。
白緑と戦って死した体を夜行に利用されており、鵺が変装するための器に利用されていた。鵺から体を引き離した後、真朱が生みだした闇に落ちて行った。
真朱（しんしゅ）
声： 松岡由貴
銀朱の世話をする童女であり、銀朱が人形に心を移して生活する時は、主に彼女の持つ人形に入る。銀朱の呪いは自分のせいだと思い、妹の立場を捨てて銀朱に甘えることをしなくなる。鴇に銀朱の呪いを解いてくれるように頼み、鴇時達と共に外界に出る。
その正体は、坂守神社の本当の姫巫女。神の子とされ、「先見」という未来を読む力を持つ。坂守神社創建の頃よりいるとされる。精神年齢と共に幼い姿のまま成長することがない。真実の姫巫女であるという事実を隠すため、表では銀朱という身代わりの姫巫女を立てていた（二十八代目銀朱では銀朱の妹扱い）。
以前は、この世（あまつき）で唯一、天網を書き換えることが出来た。銀朱に構ってもらえなかった（銀朱が真朱を避けていた）時に、神社の結界外で白緑と露草に出会う。お互い素性を知らないまま遊ぶようになるが、それが銀朱の呪いのきっかけとなったと思っているため、妖怪を強く憎むようになる。
白緑と銀朱の戦いの際、その時に瀕死の重傷を負った銀朱の姿に狂乱し、この世の全てを否定し壊そうとした。それを見かねた帝天が取引を申し出て、真朱は、自分の特権と力全てを「銀朱の命と引き換えに」天に返して銀朱の命を助けた。
あまつきの再設定後、書き換え後の銀朱を兄と慕うようになる。夜行のサカガミ神社襲撃の際に、瀕死状態の銀朱に錯乱し、世界を歪め、全てを飲み込む闇を作り出してしまった。
鶴梅（つるうめ）
声：水野愛日 / 井上麻里奈
坂守神社に幼い頃から仕えている巫女。銀朱の身の回りの世話をしている。元々武家の出らしく、巫女の中では立場の高い方であると思われる。生真面目で怒りっぽい。銀朱が真朱の身代わりであることを知っている。妖祓いを得意とする。
帝天に天網を書き換えられたが、天網を書き換えられる前の銀朱のことを覚えていた。
坂守神社襲撃後は神社を出ているが現在の住居は不明。通行証で神社の敷地に行けなくなった中でも、銀朱や真朱を案じてか突っ込もうとした（しかし、黒鳶に止められている）。

### 陰陽寮
佐々木 只次郎（ささき ただじろう）
声： - / 大川透
妖怪退治を専門とする幕府の要人。陰陽寮のトップとして、部下に指示を出している。
兄と弟は手代木直右衛門と佐々木只三郎である。沙門とは旧知の仲。
以前は妖を視ることができなかったが、己で潰した目に緋褪の血を入れ、目のみ妖となり視えるようになった。
普段は掴み所がなく人を食ったようなふるまいをするが、武士として家茂に対する時には真面目な態度に戻る。
福耳と襟巻きコレクションが密かな自慢であり、好物は八百善の瓜となすの粕漬け。
沙門とは六年前のある事件で知り合った。
緋褪（ひざめ）
異能衆を纏める、佐々木の右腕兼参謀役。目を布で覆い（布越しや闇の中でも視える）、唇に留め具らしきものを付けている。陰陽寮の人々からは「緋ィ様」と呼ばれている。
鴇の印象は「上品なおばあちゃん」、佐々木からは「母上のよう」。年長者の女性としての大らかさと穏やかさを備えた人柄。同時に無邪気な一面も持ち、その点が無防備さに繋がると藍鼠に心配されて怒られる。
身内への愛情は深く、親しい者を貶められれば決して相手を許さない。
娘時分に、ある事情から人魚の肉を食らったことで、傷に強く、老化すら回復する体となる。かつては八百比丘尼と呼ばれた。
佐々木に陰陽寮を設立するよう進言し、彼に彼女の下に集う異能の力を預け、同じ「妖の目」を授けた。自らも折り紙を使う術者。
黒鳶（くろとび）
声：桐井大介
陰陽寮の一員。表の顔は薬問屋「萬屋」の若旦那。
火鼠、蜘蛛などの妖を使役しており、クナイなどの武器を媒介に召喚する。
幼い頃は、妖が視える目を持つために妖への警戒心が薄く、蔵の中にいた低級の妖を遊び相手にいていた。しかし、紅鳶がその妖に誑かされ傷つくに至って己の浅慮を悔い、妖への認識を改めた。
紅鳶を守るべく陰陽寮に入る。妖を使役する術は鳩羽を師として会得した。実力は高いが普段は本気を出さない。
未だ妖への敵愾心は強いものの、夜行という共通の敵ができたことで一時的に天座と共闘する意思を表明した。
苛めっ子な面と、直情的で仲間思いな面の二面性を持つ。どちらの面を見せるかは相手の反応によりけり。鶴梅や表の生活の知人などに対しては苛めっ子の面が覗くが、寮内では弱腰。
紅鳶（べにとび）
声：小林ゆう
黒鳶の妹で兄と同じ陰陽寮の一員。「萬屋」の看板娘。
黒眼がちな容姿は似ているが、兄よりしっかり者でよく働く。黒鳶をだしに男除けをしている。戦闘時は「鬼憑きの面」という下半分の仮面を着用し、狂戦士と化す。
妖の姿よりも声に敏い。幼い頃にそのよく聴こえる耳から妖に誑かされてしまうが、黒鳶と佐々木によって心身共に救われた。鬼憑きの面はその際の妖のもので、今も魂（人・妖を問わず）を面に供えることを代償に命を永らえている。
佐々木を男性として慕っているらしいことを緋褪や藍鼠が語っている。最近は兄がいる者同士ゆえか露草との距離が縮まった。
藍鼠（あいねず）
声： ‐ / 松風雅也
陰陽寮の一員。表の顔は医者。元は緋褪に従っていた。傘に仕込んだ刀を使う。
過去を覚えていないものの、技術的な知識は失っておらず、医者としての技術はそこから来ている。その技術を駆使していつか緋褪の皮膚を治したいと願っているが、たまに情熱が無神経な方向に行ってしまい、周囲に難色を示される。
萱草を拾った本人だが、萱草が大切な緋褪に懐いてしまったので、昔は互いにライバル視していた。今でも微妙な人間関係は続くものの、ひとたび戦闘になれば背中を預けて戦う仲である。
緋褪に対する愛情は暴走気味だが、本人はそれに対してほぼ開き直っている。
周囲をうろちょろしたり緋褪にお金をたかったりする煤竹には笑顔で鉄拳（居合）制裁を加える。
萱草（かんぞう）
陰陽寮の一員であり、犬神の使役物および手足となる「白児」の青年。額に白児の証である、犬の噛み跡のような痣がある。流星錘のような紐を三本を仕込んだ籠手（刃も仕込んである）を武器として扱う。
白児（しらちご）の力によって朽葉の考えを読める。自らを「朽葉のもの」と明言し、朽葉を助け彼女に尽くすことを至上目的としている。
祖父が亡くなった後の幼少期の朽葉と一時期、生活を共にして世話をしていた。朽葉が関わると過保護になる。
朽葉の居場所を作るために陰陽寮と接触する。当初は警戒心が強かったが、緋褪の言葉に心を開き、従順な一員となっている。
朽葉のことがあってか鴇への態度はぞんざいである。朽葉が夜行の穴に落ちたと知って、その時朽葉のそばにいた鴇に当たるが、鴇に断固として「迎えに行く」と言われて反論できなかった。その後は朽葉を巡って鴇とライバル関係のようになっている。
本心では、白児としての運命を受け入れておらず、蜃（おおはまぐり）の妖術にかどわかされるが、陰陽寮と過ごした日々を愛しく思い、現実を受け入れることができた。
アニメには出てこなかったが、最終話のエンディング映像では一瞬だけ登場。
鳩羽（はとば）
陰陽寮の一員。元は緋褪に従っていた妖使いの男。妖使いとしては、黒鳶と同じで後天的に妖を操る力を鍛えた人間。発足時にいた面々では（緋褪を除いて）最年長。
表の仕事は縄暖簾の店主。その腕前のよさは所々で評価されている。元は個人で祓い屋をしていた。
妖使いとして黒鳶の師匠を引き受けて使役術を叩き込んだ。
子飼いの妖気に当てられて徐々に正気を失い、姿を消したのち死亡した。死体は夜行に回収されて操られ、陰陽衆を動揺させた。
なお、ドラマCD二巻において同名の妖使いが登場するが、厳密には同一人物ではない。ドラマCDの鳩羽との共通項（妖使いである、最後の仕事が大かわうそ退治、子飼いの毒気に当てられておかしくなっていた）から、ドラマCDからフィードバックされたキャラクターの可能性がある。
すずめ
陰陽寮の一員。元は緋褪に従っていた。紅鳶のものとよく似た鬼憑きの面を持ち、何らかの条件で面を支配下に置いていた。
無骨な鳩羽と対照的によく喋るが、その言葉は決して優しいものばかりではなく、寧ろ笑顔のまま辛辣で容赦ない言葉を投げかけることも多い。おしゃべりに関しては緋褪からもお叱りを受けている。
緋褪によれば「内にいくほど甘ったれ」であり、事実、衆目がないと緋褪に敬語を使わずに接していた。
鳩羽同様、鬼面のせいで徐々に正気を失う中で姿を消して死亡。死体は夜行に回収されて操られている。
鳩羽共々死に様を見せなかったのは、妖使いや面使いの末路を見せて黒鳶や紅鳶を怯えさせないためだった。

### あまつきの人間・妖怪
夜行（やこう）
声： - / 喜多村英梨
帝天に最も近い存在で、四天のうちの「告天」。帝天と特権を引き換えに情報を閉ざしている存在。天網とは別の先を見た者は、夜行に回収されて実験体にされる。
顔布の紋様が千歳のグループマークに類似している。
鴇時があまつきに来て直ぐ彼に、虚、実、について問い、夢の中らしき世界で、死、生を問い、言葉を交わした。また、夜行と思われる存在が、生死の境を彷徨う銀朱に「生とはなんぞや　死とはなんぞや」と問い、幾らか言葉を交わした。
鴇を回収するために神社に現れた。白緑の抜け殻を動かし、鳩羽とすずめの死体を被り、さも本人であるかのようにふるまい、露草や黒鳶たちの動揺を誘った。
回収したものを入れる闇のような領域を持っている。
現在は真朱の能力を利用し、江戸城天守閣を襲撃。将軍家茂を誘拐し、侵入者である鴇たちを待ち構える。
鵺（ぬえ)
夜行と共に現れる妖。多くの獣が合わさったキメラ。鴇時の左目の視力と紺の右腕の感覚を奪った。
夜行によって銀朱（人間）の体に入れられ、書き換え後の銀朱としてふるまい、神社の人間と陰陽衆を襲って真朱と将軍を襲おうとしたが、鴇・紺・朽葉の奮戦により阻止された。
その正体は人間の恐怖心が形になったもの。故に死ぬことはない。
沙門（しゃもん）
声：中田譲治
寺の和尚。裏の仕事として妖退治も行っている。朽葉の育て親。
坊主でありながら酒が大好きで、赤ら顔なことも多々ある。いつも佐々木の家を訪れては迷惑をかけている。
日本橋で起こった事件では、現場の店から除霊の依頼を受けていた。その際に梵天が張った結界の中で鴇時たちと共に世の理を教えられたが、沙門自身は信じていない。
その後、紺の失踪の際には鴇時の背中を優しく押した。あまつきの再設定後、鴇時と紺が面識があったことを忘れている。
江戸城突入の際は町方をまとめるために居残り。鴇時に「焼き飯作ってください」という約束を取り付けられ、鴇時たちを見送った。
アニメ版では、犬神退治の依頼を受けて朽葉に会うまで、妖退治をして人を救うのが功徳と考えており、犬神との対話で考えを改めている。犬神が外に出た時にはある程度気安い会話もできるようになった。
平八（へいはち）
声：野島健児
紺にひょっとこと呼ばれている青年。木戸番。心優しい江戸っ子。子供達に人気があるらしい。露草とひょんなことで出会い、意気投合する。
日本橋で起こった事件を切っ掛けに、帝天の存在や帝天が創り上げた「この世(あまつき)」の理を知ることになった。
紺の記憶が無くなった際には、紺は5年前から暮らしていると認識している（ただし書き換えられた天網に沿った記憶である）。
鴇が静養のために長屋で寝起きするようになってからは、紺とともにちょくちょく顔を出す。
江戸城突入時には涙を呑んで鴇時と紺を見送った。
胡僊（こせん）
声：泰勇気
坂守神社の賄いの坊主の一人。鴇時一行が坂守神社に来た時に、倒れた朽葉の介抱をした。単行本3巻の巻末描き下ろし漫画の主人公。
元は武家の三男で、妖が視える目を人の役に立てたいという動機で出家する（動機の中には兄たちの影で終わりたくないという気持ちもあった）。寺院の師から沙門を紹介され、妖退治のすべを学ぶために沙門の寺を訪れた。しかし、沙門の予想以上のだらしなさに失望し、弟子入りを取り消した。その際に沙門から紹介され、坂守神社に修行僧として入った。
銀朱との会話や謎の声（実は梵天）によって、自分を見つめ直し、現在では賄い方として少しずつ進歩を見せている。
アニメ版では沙門の寺を出てすぐ後、沙門が朽葉や犬神と話すのを目撃している。
紺（こん）
あまつきに訪れた篠ノ女紺が、帝天の世界再設定の際に、急遽、雲隠れとして利用したコピー。サカガミ神社にいた篠ノ女紺は、帝天の監視を逃れるために、自分の体に胡僊の心を上書き保存し、あまつきから姿を消す。それによって、姿は篠ノ女紺と瓜二つで、胡僊の生い立ちを持つ『紺』が出来上がった。これにより出来上がった心は『五年前に江戸に出て、小料理屋の手伝いをしていたところ、沙門の紹介により、神社で住み込みで働いている』という設定になっている。その後、鴇との接触により、想定外の行動を起こすようになる。
蛤が作り出した幻の世界の中で、本物の篠ノ女紺と出会い、胡僊としての過去を思い出す。自分は偽者であると知りつつも、自我を強く持ち、本物の紺と対立する。
今様（いまよう）
声：五十嵐麗
狐で、楠の樹妖である主殿を主としている。
後に、刺し木して新しく生まれ変わった樹妖の主と共に、露草の危機を救うために駆けつけた。
犬神（いぬがみ）
声：田中敦子
平安時代に、犬の恨みを利用して術士が作った呪いの神。次々と人間に憑き、今は朽葉に取り憑いている。猿神である狒々とは、文字通り犬猿の仲。
徳川家茂（とくがわいえもち）
声： - / -
徳川幕府十四代将軍徳川家茂その人。将軍職にはあるが実権はない。寛大な性分。
ちとせと同じ唇の右下にホクロがあり、鴇時はそのせいかちとせに印象をかぶらせていた。
慶喜（けいき）
将軍家茂の後見職である徳川慶喜。サカガミ神社崩壊後、辰五郎を伴って長屋まで鴇に会いに来た。趣味は菓子作り。
梵天にあったものと同じ刻印が同じく左目に刻まれている。
辰五郎（たつごろう）
を組の辰五郎。慶喜と共に鴇時に会いに来た。
ぬらりひょん
正体不明の妖。子供ほどの大きさで、老人のような皺まみれの顔と、膨れ上がった後頭部が特徴。自らの意思で夜行の傘下に入り、鴇たちに賭けを申し出る。

### 現代（彼岸）の人間
桑田 蘇枋（くわた すおう）
声：三宅健太
鴇時の兄貴分。8年前幼少時の鴇時に影響を与えたが、7年前の事故により現在は故人とされている。
暴走族を抜けた後、バイクの腕前と顔の広さを活かして運び屋稼業をしていた。暴力団が関わる事件に巻き込まれたあとは、トラック運転手をしている。
遊び人風ではあるが、陽気で面倒見の良い性格。どんな別れでも大袈裟に惜しむ、というポリシーがある。
TVアニメ公式サイトでの表記は桑田蘇芳となっている（原作でもこの表記が使われていたことがある）。
ちとせ
蘇枋と親しい女性。幼少時の鴇時に影響を与えた。冗談めかしたしゃべり方をするが、悲しい目をしていた。
蘇枋の部屋をたびたび訪れ、彼を好いてはいたが、恋人ではなかった模様。蘇枋いわく「欲しいものを欲しいといえないただのガキ」。
彼女の名前は、若桜がプログラミングしていた大江戸幕末巡回展のプログラム名にも使われている。
半 璃寛（はした あきのぶ）
蘇枋の昔馴染みの男性。蘇枋を通じて鴇時とも面識がある。漆原の事件後に刑事を辞め、現在は情報屋の一員。頭脳労働よりかは体を使った仕事が多い。璃々を溺愛している。
巡回展バイトに潜入中、たまたま居合わせた現場従業員の少年とともに漆原とニアミス、一度は帰社の途につくも消息を絶つ。
帝天によって危険因子と見做されたと考えられる。空五倍子の中に混じっていて、それが分離した際に、妖に近い恰好のままで鴇時と再会している。
白藍（しらあい）
中国系資本の情報屋。日本で産業スパイをしている。半や青鈍の上司。ショートカットでメガネをかけている。
容赦のない毒舌と性格で恐れられている。仕事場では主にチャイナドレスを着ている。
紺の依頼で千歳コーポレーションを探っていたが、千歳に存在を感づかれてか、事務所の入ったテナントを爆破されて消息を絶つ。
璃々と青鈍の「ビラビラフリフリヒラヒラ」な服は彼女のデトックス行為（買占め）の産物である。
青鈍（あおにび）
情報屋の一員で白藍の弟だが、叔父には「あの日本人」と蔑視されている。
眼鏡をかけた優男風の男性。丁寧語を使う。若桜とはネットゲーム仲間である。仕事場でお菓子やお茶の給仕をしている場面が多い。
半と共に消息を絶つ。
十条 若桜（じゅうじょう わかさ）
ハッカーとして活動している青年。常に大きなゴーグルを着け、口や耳に大量のピアスを付けている。お調子者で、半とよく言い合いをしている。青鈍とはネットゲーム仲間である。
半により千歳コーポレーションを探っていたが、住居を襲撃されて、白藍達の元に身を寄せている。そのまま千歳コーポレーションの調査を手伝うことになった。
千歳からの仕事の指示メール（白藍たちの正体を知っていると示す内容）が来た直後に消息を絶つ。
璃々（りり）
半の養女。ゴシックロリータ風の服装が特徴的。
漆原の実子だったが、人体実験に使われていた。プログラミング言語が読める。海馬が異常発達しているせいで、情緒面が未発達。2単語以上続けて言葉を発することは稀で、表情の変化にも乏しい。
特技はアセンブリ言語とマシン語の解読と使用。一番の楽しみは父・半の休日。
若桜と事務所で留守番をしていたが、若桜に千歳からメールが来た直後に若桜共々消息を絶つ。
漆原 朱緑（うるしばら あけみ）
カルトサークル『空想科学同好会』の中心人物だった男性。いわゆるマッドサイエンティスト。自分の子供を使い人体実験をしていた。逮捕後、心神喪失状態であるとされ、医療施設へと送られるが、司法取引により退院。その後、サイバー系の企業に雇われたという話がある。
真夜中に大江戸幕末巡回展の視察に訪れたところを半とニアミスした。過去に「進化の扉」は「遊び」のために作られた脳波検知の機器で開いたと半に語っている。同サークルのちとせが初恋の相手であり、彼女の力になりたいと願っている。
千歳 緑（せんさい みどり）
千歳コーポレーションの御曹司で、世間では、大企業にまで成長させた最大の功労者だと言われている。中学生のときに表社会から姿を消している。
紅葉（もみじ）
鴇時の幼馴染み。鴇時が女性関係のトラブルを起こすとその尻拭いに奔走した過去から、鴇時の女付き合いに関してはきつい。鴇時の保護者的な役割。
教師に列から逸れた紺を探すように言われて、鴇時とは別行動となる。その後、ゲームセンターで紺を発見した。
中原（なかはら）
鴇時と紅葉のクラスメートの女子で、日本史は満点だが時代劇おたくなので大江戸幕末巡回展に参加。鴇時達に江戸の解説をする。とても小柄。
紅葉と共に紺を探すべく鴇時と別行動をとる。その後、紅葉と一緒にゲームセンターで紺を発見した。

## 用語
あまつき
鴇時達が飛ばされた、帝天に支配されている世界。梵天が「雨夜に出る月みたいにあり得ない場所」、“あまつき”と呼び始めた。
あまつきの正体については（後述）
彼岸（ひがん）
鴇時達のいた世界。ヴァーチャルが発展した現代の近未来である。銀朱が夜行との会話から着想を得、この世界のことを「遥か彼方にある岸辺」、“彼岸”と呼び始めた。
妖（あやかし）
あまつきの世界における妖怪達。
獣妖（じゅうよう）
獣や虫に似た姿を持つ妖怪のこと。樹妖と主従関係を結んで初めて、縄張りを得ることが出来る。
樹妖（じゅよう）
樹木の精霊。本体とは別の身体で現れる。獣妖よりも霊格が高い。本体である樹木を傷つけると樹妖も傷つけられる。
体と心（たいとしん）
体とは、肉体・物体等の外側の形。心とは内側、そのもの自体の情報（運命）が刻まれている、経験や記憶の形。帝天から与えられたそれらが集まり、世界が作られ、世界にも運命が出来る。
天網（てんもう）
帝天が描いたこの世（あまつき）の設計図であり、この世の行く末を描く網。また、この世の全てのものの心に刻まれている、それぞれの運命。それらが視える者は帝・告・梵・暁の四天と白紙の者である鴇時だけである。
坂守神社（さかがみじんじゃ）
全国の神社仏閣の総本山。唯一幕府直属の陰陽寮が肩を並べる。
前天座である白緑が住む「狭間の森」が、人界との壁が極端に薄く、彼が人の地へ這い出ることを恐れ、創建された。黄泉比良坂の上を守る意味から、「坂守」神社。
陰陽寮（おんみょうりょう）
幕府直属妖怪退治組織。妖怪を重要視する幕府の要人は数少なく、将軍と一部の権力者の断行で作られた。江戸に跋扈する妖怪による変事の解決、坂守神社の動向を探り、その意図を将軍に伝える役目を主としている。
千歳コーポレーション（せんさいコーポレーション）
視覚娯楽分野に特化した巨大企業。開発技術の元は、神経補綴学（ニューラル・プロティクス）およびそれから派生したコンピュータ・ニューロサイエンスである。
後継者の消息不明、開発技術を外国にも国内にも出さず、出資企業名も伏せているなど、謎の多い企業。
文部科学省推奨・国内最大級の文化アミューズメント施設である、大江戸幕末巡回展と提携している。
脳コンピュータインタフェース
脳とコンピュータを繋ぐ装置。電極を直接脳に埋め込むものと、脳波を取るものがある。千歳コーポレーションは、脳波から精密に情報を取ることに成功しており、開発者は千歳緑だと言われている。
新橋病院
千歳コーポレーションが、極秘に出資している総合病院。最先端治療がウリ。実際は、千歳緑を入院させるためにグループが出資していた。

## あまつきの正体
あまつきとは、新橋病院と千歳コーポレーションが作り出した新しい脳内ホスピス、最新のターミナルケアシステムである。すなわち患者同士の脳をインターフェースで繋ぎ合わせ、寝たきりでも存分に生きることができるようにし、多数の脳をつなぐことにより孤独感や箱庭感をなるべくなくし、疑似人生を恙なく送らせるためのバーチャル世界。

## 書誌情報
コミックス
- 高山しのぶ『あまつき』 一迅社〈ZERO-SUMコミックス〉、全24巻

ISBNは通常版 / 限定版（18巻まで）あるいは特装版（19巻から）
1. 2005年3月25日発売、ISBN 978-4-7580-5135-4
2. 2005年10月15日発売、ISBN 978-4-7580-5187-3
3. 2006年4月25日発売、ISBN 978-4-7580-5222-1
4. 2006年10月25日発売、ISBN 978-4-7580-5243-6 / ISBN 978-4-7580-5244-3
5. 2007年4月24日発売、ISBN 978-4-7580-5273-3 / ISBN 978-4-7580-5274-0
6. 2007年10月25日発売、ISBN 978-4-7580-5312-9
7. 2008年3月25日発売、ISBN 978-4-7580-5338-9
8. 2008年9月25日発売、ISBN 978-4-7580-5363-1 / ISBN 978-4-7580-5364-8
9. 2009年3月25日発売、ISBN 978-4-7580-5397-6
10. 2009年9月25日発売、ISBN 978-4-7580-5423-2 / ISBN 978-4-7580-5424-9
11. 2010年4月24日発売、ISBN 978-4-7580-5483-6 / ISBN 978-4-7580-5484-3
12. 2010年10月25日発売、ISBN 978-4-7580-5540-6 / ISBN 978-4-7580-5541-3
13. 2011年7月25日発売、ISBN 978-4-7580-5612-0 / ISBN 978-4-7580-5613-7
14. 2012年2月25日発売、ISBN 978-4-7580-5683-0 / ISBN 978-4-7580-5684-7
15. 2012年9月25日発売、ISBN 978-4-7580-5741-7 / ISBN 978-4-7580-5742-4
16. 2013年4月25日発売、ISBN 978-4-7580-5805-6 / ISBN 978-4-7580-5806-3
17. 2013年11月25日発売、ISBN 978-4-7580-5862-9 / ISBN 978-4-7580-5863-6
18. 2014年6月25日発売、ISBN 978-4-7580-5916-9 / ISBN 978-4-7580-5916-9
19. 2015年1月24日発売、ISBN 978-4-7580-5982-4 / ISBN 978-4-7580-59831
20. 2015年7月25日発売、ISBN 978-4-7580-3074-8 / ISBN 978-4-7580-3075-5
21. 2016年2月25日発売、ISBN 978-4-7580-3161-5 / ISBN 978-4-7580-3162-2
22. 2016年9月24日発売、ISBN 978-4-7580-3228-5 / ISBN 978-4-7580-3229-2
23. 2017年6月24日発売、ISBN 978-4-7580-3283-4 / ISBN 978-4-7580-3284-1
24. 2018年4月25日発売、ISBN 978-4-7580-3345-9 / ISBN 978-4-7580-3346-6

イラスト集
- あまつき絵巻 金華糖 小さめにしてみました。2008年4月25日発売、ISBN 978-4758053433
- あまつき絵巻 福梅 今度も小さめに。2014年7月25日発売、ISBN 978-4758059350

## テレビアニメ
2008年4月から同年6月まで、KBS京都ほかU局およびAT-Xにて放送された。

### スタッフ
- 原作・脚本監修 - 高山しのぶ
- 監督 - 古橋一浩
- シリーズ構成・脚本 - 古橋一浩、鈴木知恵子
- キャラクターデザイン - 田頭しのぶ
- 総作画監督 - 田頭しのぶ、番由紀子
- 美術監督 - 小山俊久
- 色彩設計 - 北爪英子
- 撮影監督 - 近藤慎与
- 編集 - 松村正宏
- 音楽 - 福原まり
- 音響監督 - 飯田里樹
- プロデューサー - 今優子、大森啓幸、岡村武真
- アニメーションプロデューサー - 浦崎宣光
- アニメーション制作 - スタジオディーン
- 製作 - 千歳コーポレーション

### 主題歌
オープニングテーマ「Casting Dice」
作詞 - 園田凌士 / 作曲 - 鈴木マサキ / 編曲 - 藤間仁（Elements Garden） / 歌 - カンノユキ
エンディングテーマ「名まえのない道」
作詞 - 岩里祐穂 / 作曲 - 梶浦由記 / 編曲 - 坂本昌之 / 歌 - 引田香織
挿入歌「とおりゃんせ」
編曲 - 福原まり / 歌 - Lynne Hobday

### 各話リスト
| 話数     | サブタイトル     | 絵コンテ   | 演出     | 作画監督          |
| -------- | ---------------- | ---------- | -------- | ----------------- |
| 第一夜   | 雨夜之月         | 古橋一浩   | 吉田俊司 | 田頭しのぶ        |
| 第二夜   | 狗をよぶ聲       | 石井久志   | 中山敦史 | 渡邊由香里        |
| 第三夜   | 化け物道中       | 寺東克己   | 小林浩輔 | 浅井昭人          |
| 第四夜   | 犬神と姫神       | 小倉宏文   | 小倉宏文 | 江森真理子        |
| 第五夜   | 暁と目覚め       | 池田邦光   | 久保太郎 | 中本尚子 清水勝祐 |
| 第六夜   | 澪標             | 後藤圭二   | 土屋浩幸 | 金順淵 高橋敦子   |
| 第七夜   | 暁降ち           | 高橋成世   | 中山敦史 | 渡邊由香里        |
| 第八夜   | 薄暮花が眠る     | 江島泰男   | 吉田俊司 | 河南正昭          |
| 第九夜   | 春昼             | 小林浩輔   | 小林浩輔 | 中島美子 浅井昭人 |
| 第十夜   | そして、日は陰り | 丸山由太   | 丸山由太 | 谷圭司 岡崎洋美   |
| 第十一夜 | 木の暗茂         | 小倉宏文   | 小倉宏文 | 江森真理子        |
| 第十二夜 | 児手柏の両面     | 石井久志   | 中山敦史 | 渡邊由香里        |
| 第十三夜 | 高嶺颪の虎落笛   | 田頭しのぶ | 土屋浩幸 | 田頭しのぶ        |

### 放送局
| 放送地域   | 放送局     | 放送期間                | 放送日時           | 放送区分       | 備考             |
| ---------- | ---------- | ----------------------- | ------------------ | -------------- | ---------------- |
| 京都府     | KBS京都    | 2008年4月4日 - 6月27日  | 金曜 26:30 - 27:00 | 独立UHF局      |                  |
| 神奈川県   | tvk        | 2008年4月5日 - 6月28日  | 土曜 25:30 - 26:00 | 独立UHF局      |                  |
| 埼玉県     | テレ玉     | 2008年4月7日 - 6月30日  | 月曜 25:30 - 26:00 | 独立UHF局      |                  |
| 千葉県     | チバテレビ | 2008年4月7日 - 6月30日  | 月曜 26:10 - 26:40 | 独立UHF局      |                  |
| 兵庫県     | サンテレビ | 2008年4月7日 - 6月30日  | 月曜 26:10 - 26:40 | 独立UHF局      |                  |
| 中京広域圏 | メ〜テレ   | 2008年4月11日 - 7月11日 | 金曜 27:20 - 27:50 | テレビ朝日系列 |                  |
| 日本全域   | AT-X       | 2008年5月9日 - 8月1日   | 金曜 9:00 - 9:30   | CSチャンネル   | リピート放送あり |
| 日本全域   | Yahoo!動画 | 2008年5月15日 - 8月7日  | 木曜 更新          | ネット配信     |                  |

## Webラジオ
『あまつき やみつき ラジオ』
- パーソナリティ：遊佐浩二（篠ノ女紺役）、諏訪部順一（梵天役）
- 配信サイト：アニメイトTV
- 配信期間：2008年4月1日 - 9月16日（隔週火曜更新）